# 4612 Greenstein
4612 Greenstein este un asteroid din centura principală, descoperit pe 2 mai 1989, de Eleanor Helin.